# Terre Adélie
Cet article possède un paronyme, voir Terre adélice.
Pour les articles homonymes, voir Adélie.
La terre Adélie est une région côtière d'Antarctique oriental découverte en 1840 par l'explorateur français Jules Dumont d'Urville au sud de l'Australie. Depuis 1956, elle abrite la base antarctique française de Dumont-d'Urville, initialement construite pour l'Année géophysique internationale (1957-1958) mais occupée depuis de façon permanente. Elle est rattachée au fuseau horaire UTC+10:00.
La France revendique, de la côte au pôle Sud et entre 136 et 142° de longitude, un secteur de 351 000 km2 qui constitue, sous ce même nom de terre Adélie, l'un des cinq districts des Terres australes et antarctiques françaises (TAAF). Cette revendication n'est pas reconnue par certains pays dont les États-Unis et la Russie. Le traité de l'Antarctique, entré en vigueur en 1961 et dont la France est partie, encadre en partie la souveraineté française sur cette terre.

## Géographie

### Localisation
Après les prises de possession faites en 1929-1931 par l'Australien Douglas Mawson lors de son expédition BANZARE tout au long de la côte antarctique, de la terre de George V à la terre de Mac. Robertson, d'interminables négociations eurent lieu entre la France et l'Australie. À leur terme, c'est un décret du président Lebrun qui a fixé, le 1er avril 1938, les « limites des territoires français de la région antarctique dite « terre Adélie » ». Dans son article premier, « les îles et territoires situés au Sud du 60e degré parallèle de latitude Sud et entre les 136e et 142e degrés méridiens de longitude Est de Greenwich relèvent de la souveraineté française ». Le décret ne revendiquant que « les îles et territoires » de ce domaine, seules les terres englacées du continent antarctique et les îlots côtiers sont à prendre en compte : le secteur antarctique de la terre Adélie se réduit ainsi à un triangle sphérique quasi isocèle de sommet le pôle Sud, et de base la portion de côte située entre le point de coordonnées 66° 10′ S, 136° 00′ E (proche de la pointe du Pourquoi-Pas ?), sur la frontière avec la terre de Wilkes, et le point de coordonnées 66° 50′ S, 142° 00′ E (proche de la pointe Alden), sur la frontière avec la terre de George V. La superficie de ce triangle sphérique est de 351 000 km2, soit un peu plus des 3/5e de la superficie de la France métropolitaine (552 000 km2).
À cheval sur le cercle polaire antarctique entre la pointe du Pourquoi-Pas ? et la pointe Alden, les 350 km de côtes de la terre Adélie sont baignés par la mer Dumont-d'Urville, une mer côtière de l'océan Austral.

### Pôle Sud magnétique

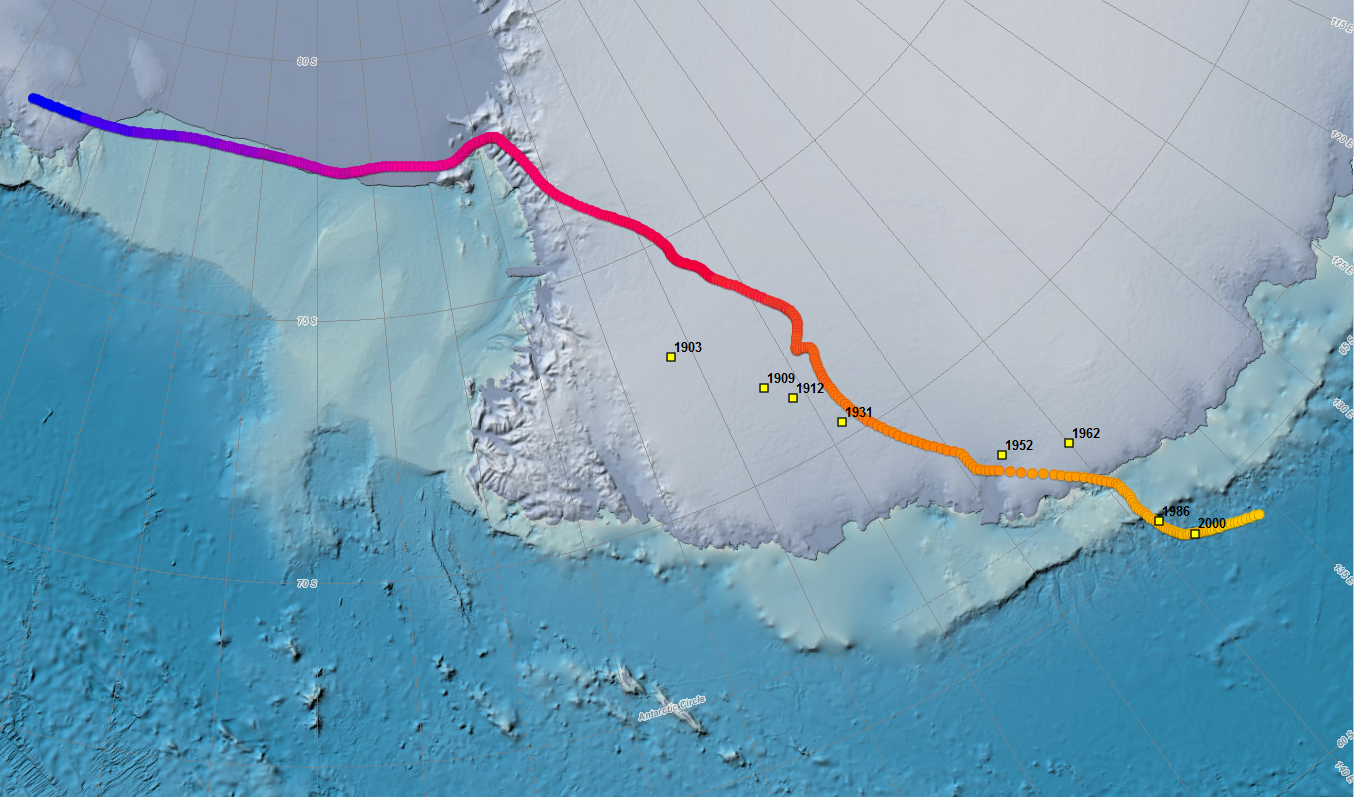
Positions du pôle Sud magnétique au cours des siècles. Carrés jaunes : positions mesurées in situ ; cercles progressant du bleu au jaune : positions modélisées entre 1590 et 2020.

L'une des particularités de la terre Adélie est de se trouver à proximité du pôle Sud magnétique, dont la position varie avec le temps. Ce lieu est celui où une aiguille aimantée se dresserait verticalement dans une boussole d'inclinaison. Si ce type d'observation est difficile à faire in situ, il est plus aisé de localiser le pôle par des mesures de déclinaison et d'inclinaison suivies de calculs, à condition d'en être suffisamment proche. C'est ce que fit l'hydrographe Adrien Vincendon-Dumoulin en débarquant sur un iceberg le 23 janvier 1838 alors que l'expédition Dumont d'Urville se trouvait dans le nord de la mer de Weddell. Cette localisation de janvier 1838 est de qualité très médiocre, étant donné la distance à laquelle l'expédition se trouvait du pôle magnétique (près de 5 000 km). Deux ans après presque jour pour jour (22 janvier 1840), en vue de la terre Adélie et plus proche du pôle (moins de 1 000 km), Vincendon-Dumoulin séjournera de nouveau trois heures sur un iceberg pour améliorer la précision de sa localisation,. Il situe alors le pôle par −71,957, 136,916, soit dans l'actuel secteur antarctique de la terre Adélie, à 530 km de la position maintenant modélisée pour 1840 (−74,003, 151,768).
Ce pôle a été l'objet d'une recherche in situ par plusieurs expéditions au début du XXe siècle lorsqu'il se trouvait en terre Victoria, puis en terre de George V. Il fallut attendre l'hivernage français de 1951 à Port-Martin pour que, le pôle se trouvant alors beaucoup plus proche de la côte, le R.P. Pierre-Noël Mayaud parvienne à le localiser plus précisément grâce à un appareil permettant de mesurer la composante horizontale du champ magnétique terrestre (magnétomètre horizontal à fil de quartz muni d'un théodolite). En 1962, le pôle était encore situé sur le continent, proche de la base Dumont-d'Urville. Depuis, il évolue en mer un peu au nord du cercle polaire antarctique en se déplaçant vers le nord-ouest à la vitesse de 10 à 15 km par an. En 2025, sa position modélisée est −63,851, 135,061, soit au large de la côte Clarie, dans le secteur antarctique australien de la terre de Wilkes. À moins de 400 km de distance, la base Dumont-d'Urville reste cependant l'endroit habité le plus proche du pôle Sud magnétique.

### Climat
La terre Adélie est caractérisée par un climat d'inlandsis (catégorie EF dans la classification de Köppen), avec des pressions atmosphériques toute l'année très basses sur la côte (985 à 995 hPa) qui favorisent des vents parmi les plus violents au monde soufflant presque en continu (36 km h−1 en moyenne). Sur une année, les jours sans vent se comptent sur les doigts de la main, et des rafales de plus de 170 km h−1 sont observées chaque mois. Ces vents catabatiques soufflent préférentiellement du sud-est en suivant la topographie descendante de la calotte glaciaire antarctique. Un record de vitesse a été atteint le 16 juin 1972 avec une valeur de 320 km h−1. Les blizzards associés sont chargés de particules de neige et de glace qui sont pratiquement les seules précipitations observées.
Sur la côte, le climat est cependant adouci par la présence de l'océan Austral, avec des températures moyennes de l'ordre de −5 °C pendant un court été (novembre à janvier) et de −15 °C en hiver (mai à octobre). Le secteur antarctique de la terre Adélie se prolongeant jusqu'au pôle, le climat du sud du territoire, à près de 3 000 m d'altitude, est beaucoup plus rigoureux (températures moyennes de l'ordre de −30 °C en été et de −60 °C en hiver).
La météo de terre Adélie peut être consultée en temps réel par l'intermédiaire de la station Météo-France de Dumont-d'Urville intégrée au réseau Infoclimat.

## Histoire

### Découverte

#### Contexte

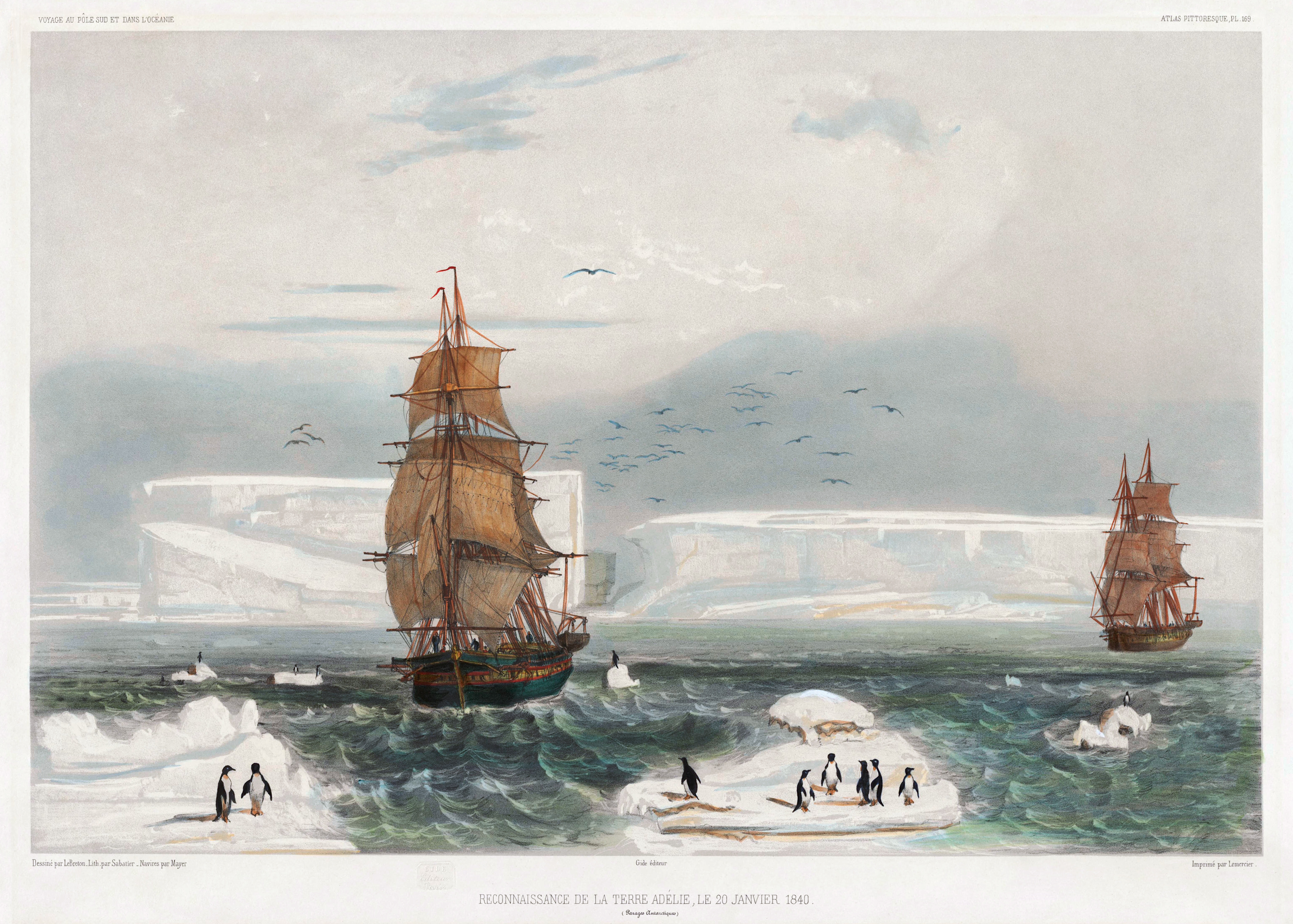
Découverte de la terre Adélie par Dumont d'Urville.

Le capitaine de vaisseau Jules Dumont d'Urville à bord de l'Astrolabe, secondé par le capitaine de corvette Charles Jacquinot à bord de la Zélée, découvre cette région en janvier 1840 au cours d'une circumnavigation de plusieurs années (1837-1840) mandatée par le roi Louis-Philippe. L'expédition concernait essentiellement l'exploration du Pacifique. Mais, dans ses instructions d'août 1837, le ministre de la Marine et des Colonies Claude de Rosamel avait aussi demandé, à la requête personnelle du roi, de pousser aussi loin que possible dans l'Atlantique Sud, au delà des Sandwich du Sud et des Shetland du Sud, en direction de la péninsule Antarctique. Cette incursion vers le Sud fut réalisée en janvier-février 1838, mais sans pouvoir dépasser la latitude 64° S. Les instructions d'août 1837 ne mentionnaient en aucune façon la recherche d'un hypothétique continent au sud de l'Australie. Dumont d'Urville prend cette initiative en apprenant l'intention de l'Américain Charles Wilkes d'explorer ces parages. Les deux corvettes françaises quittent Hobart (Tasmanie) le 2 janvier 1840.

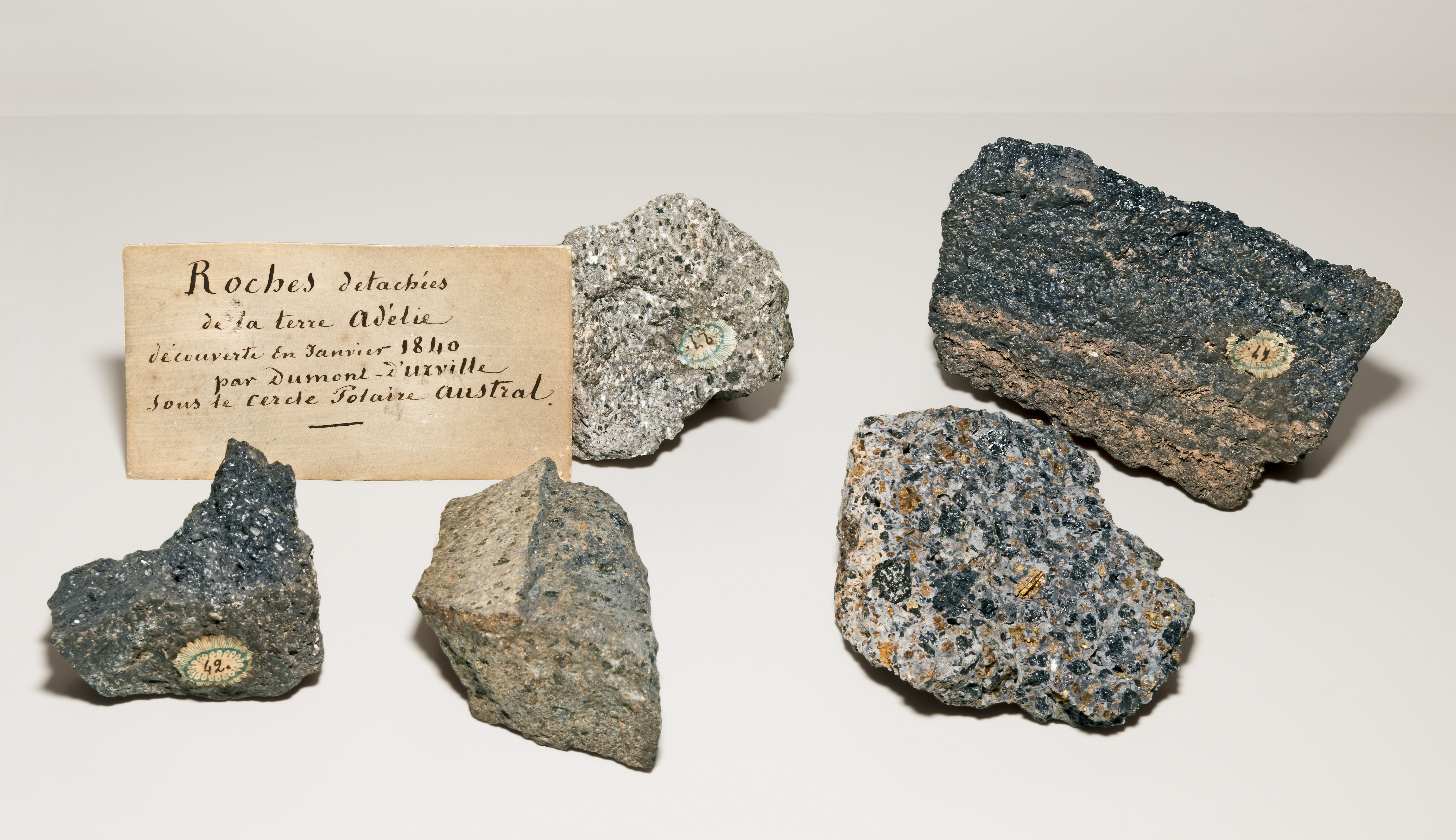
Roches rapportées par l'expédition Dumont d'Urville (Muséum de Toulouse).

#### L'archipel de Pointe-Géologie
C'est le 20 janvier 1840 au coucher du soleil (22 h 50) que la terre est aperçue au large d'un lieu correspondant à l'actuel cap de la Découverte (en). Après une journée de calme plat, les deux corvettes tentent le 22 janvier de se rapprocher de la côte dans un labyrinthe d'« îles de glace » — c'est-à-dire d'icebergs — vêlées par le glacier de l'Astrolabe. Des îlots rocheux ayant été repérés en fin d'après-midi, l'enseigne de vaisseau Joseph Duroch et le lieutenant de vaisseau Joseph Dubouzet, second de la Zélée, embarquent sur deux canots avec Pierre-Marie Dumoutier, préparateur d'anatomie, et Louis Le Breton, chirurgien et dessinateur. Ils mettent pied à 21 h sur le « rocher du Débarquement », le plus élevé et le plus septentrional du groupe d'îles qui sera ultérieurement dénommé îles Dumoulin, du nom de l'hydrographe Adrien Vincendon-Dumoulin, véritable cheville ouvrière de l'expédition. Ils prennent possession des lieux en plantant le drapeau français (66° 36′ 19″ S, 140° 03′ 46″ E), boivent une bouteille de bordeaux, prélèvent des échantillons de roches et un fucus desséché, et capturent quelques manchots. Dumont d'Urville attend le retour des deux canots à 23 h pour annoncer que cette terre portera désormais le nom de « terre Adélie ».

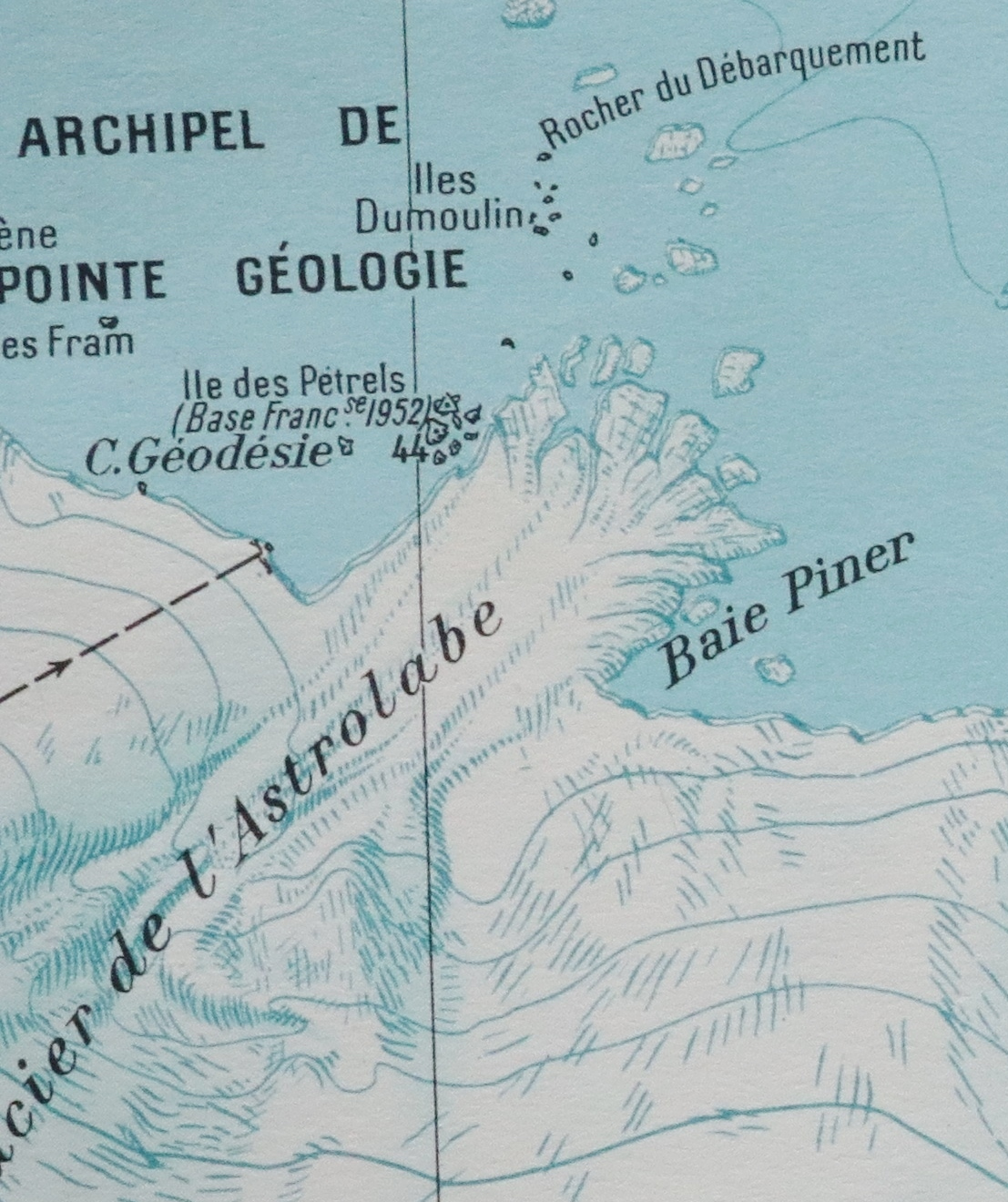
Carte de l'archipel de Pointe-Géologie.

Les îles Dumoulin font partie de l'archipel de Pointe-Géologie, situé au nord-ouest du glacier de l'Astrolabe — non identifié comme tel par Dumont d'Urville. Il est probable que l'île des Pétrels, la plus élevée et la plus visible du large des îles de l'archipel, était alors peu discernable du continent lui-même, ce qui justifie le toponyme de « pointe Géologie » sur les cartes de l'époque. L'îlot où eut lieu le débarquement a fait l'objet d'un levé détaillé par Vincendon-Dumoulin. Sa forme est similaire à celle du rocher du Débarquement actuellement situé à 11 km du continent. La comparaison entre les spécimens de roches déposés en 1840 au Muséum national d'histoire naturelle de Paris et des échantillons prélevés sur le terrain en 1993 et 2004 confirme que le débarquement a bien eu lieu à cet endroit.

#### Poursuite de l'exploration
Poursuivant ensuite son exploration, Dumont d'Urville progresse vers l'ouest le long de la côte en doublant le cap Pépin et le cap Robert (en), jusqu'à atteindre un point situé par 136° de longitude est. Il rencontre là le 24 janvier une banquise compacte qui lui interdit de poursuivre plus loin vers l'ouest. Il la contourne par le nord dans une tempête de neige, puis met le cap au sud-ouest le 29 janvier, se rapprochant à nouveau de la côte. Le 30 janvier, l'équipage est surpris par l'apparition d'un bâtiment sortant de la brume et courant vers l’Astrolabe vent arrière : c'est le Porpoise, l'un des six navires constituant la flottille de l'expédition Wilkes, et qui croit apercevoir devant lui le Vincennes — le vaisseau-amiral de Wilkes — et le Peacock. Revenant de sa méprise et interprétant mal les intentions de Dumont d'Urville, celui-ci ayant fait reprendre de la voile à son vaisseau car le brick américain arrivait à grande vitesse, le commandant du Porpoise change subitement de cap. Aucun contact n'a donc lieu entre les deux expéditions. Le 31 janvier, l'Astrolabe et la Zélée longent toute une journée une véritable muraille de glace. Ce que Dumont d'Urville croit être une nouvelle portion du continent austral reçoit le nom de côte Clarie. En réalité, l'expédition se trouve au nord du 65e parallèle, alors que le continent antarctique se trouve 150 km plus au sud : c'est probablement l'énorme langue de glace Dibble (en) qui vient d'être longée. L'expédition atteint le lendemain la longitude de 130° est, avant de mettre le cap au nord pour rallier Hobart.
Une controverse opposera Dumont d'Urville à Wilkes concernant la découverte du « continent austral ». De retour à Sydney en mars 1840, et apprenant que Dumont d'Urville avait découvert la terre Adélie dans la soirée du 19 janvier, Wilkes prétendra alors avoir aperçu la côte antarctique dans la matinée du même jour, et consignera cette date dans un rapport officiel,. Lors de son passage en cour martiale à son retour aux États-Unis — principalement pour les mauvais traitements infligés aux officiers et à l'équipage, mais aussi pour « cartographie immorale » [immoral mapping] —, cette falsification sera longuement évoquée. La plus grande confusion règne finalement sur le jour exact où l'expédition Wilkes a pu voir l'Antarctique, la flottille opérant en ordre dispersé. Pour le vaisseau-amiral Vincennes, la date du 25 janvier est la plus probable. Toujours est-il que Wilkes semble être le premier à avoir eu la prescience de la continuité du continent Antarctique depuis les îles Balleny jusqu'à la terre qui porte maintenant son nom. En dépit des falsifications de Wilkes, les États-Unis n'ont jamais reconnu le bien-fondé de la revendication française sur la terre Adélie.

### Des premiers hivernages aux bases permanentes
Après la Seconde Guerre mondiale, plusieurs pays, dont la France, envisagent de créer sur le continent Antarctique des bases pour mieux asseoir leurs revendications territoriales. Les Expéditions polaires françaises - Missions Paul-Émile Victor (E.P.F.), fondées en 1947, organisent une expédition préparatoire en 1948-1949 dans l'est de la terre Adélie. La base de Port-Martin y est établie en janvier 1950, et deux hivernages successifs ont lieu (1950 et 1951). À la suite d'un incendie qui survient en janvier 1952, Port-Martin est évacué et la mission qui devait y hiverner est rapatriée. Sept hommes décident de rester cependant dans la base annexe de Pointe-Géologie alors en cours de construction sur l'île des Pétrels, à 65 km à l'ouest de Port-Martin. Ils sont rapatriés en janvier 1953, et la terre Adélie reste pour un temps vierge de toute occupation.

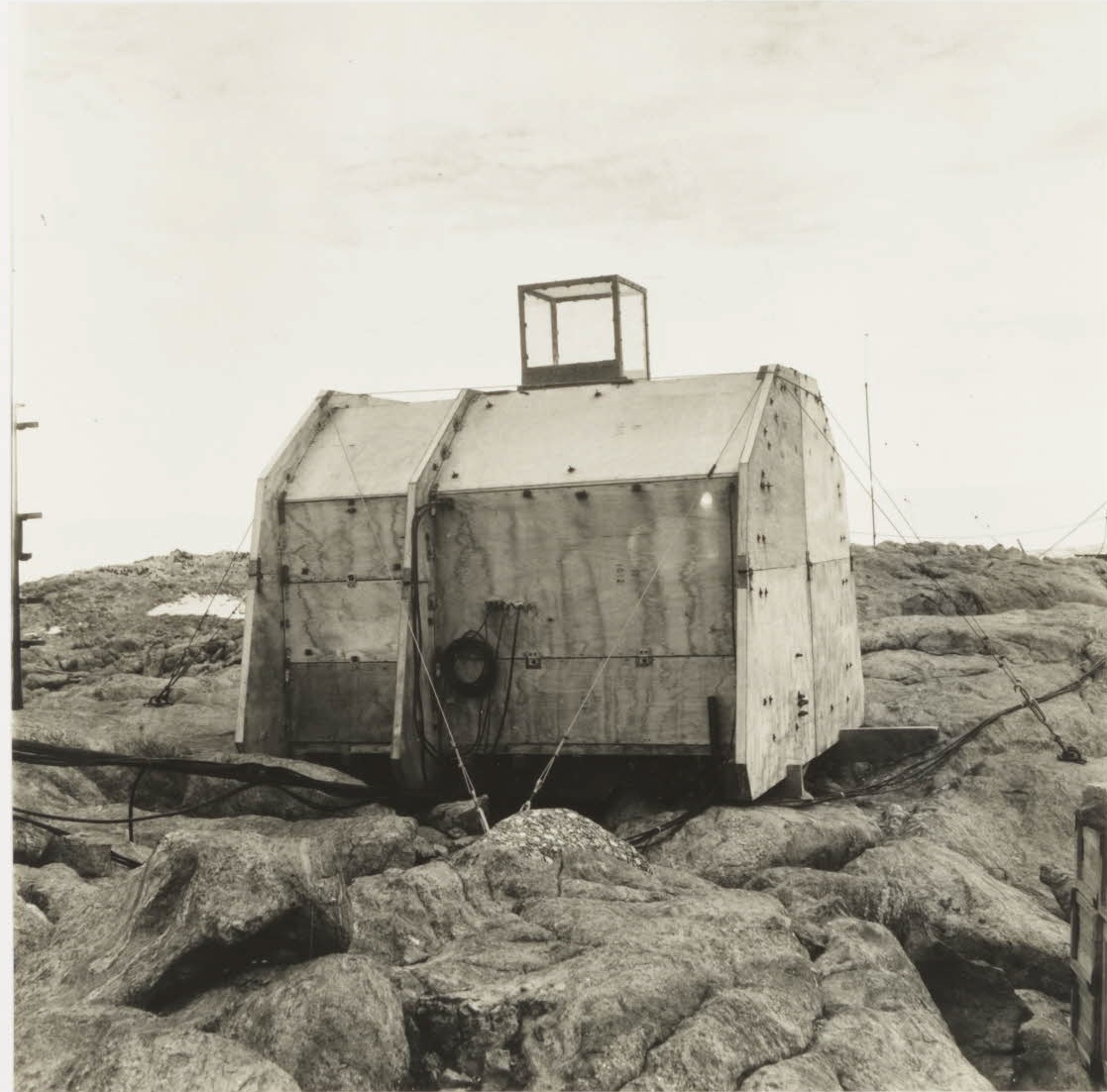
Ancien abri pour l'observation du ciel nocturne (1957-1958).

En prévision de la participation active de la France à l'Année géophysique internationale qui, de 1957 à 1958, va développer une large coopération et un échange de données sans précédent, une nouvelle base est établie en janvier 1956 sur l'île des Pétrels, au même endroit que la base éphémère de 1952-1953. Celle-ci, dénommée base Dumont-d'Urville, est prévue pour accueillir une trentaine d'hivernants, et le double pendant l'été. Dans le même temps, la petite base Charcot, établie sur le continent à 320 km de la côte, va servir de 1957 à 1959 d'avant-poste pour les glaciologues et les géomagnéticiens.
Depuis 1959, année de la signature du traité sur l'Antarctique, Dumont-d'Urville est la seule base française de terre Adélie occupée de façon permanente. La logistique en a été longtemps assurée par les E.P.F., avec le soutien scientifique de la Mission de recherche des Terres australes et antarctiques françaises. En 1992, l'Institut français de recherche et technologie polaire (I.F.R.T.P.) prend le relais de ces deux organismes. Depuis 2002, c'est l'Institut polaire français Paul-Émile-Victor (IPEV) qui coordonne les activités réalisées en terre Adélie ou à proximité (base franco-italienne Concordia, située sur la calotte antarctique, dans le secteur australien de la terre de Wilkes).

## Transports

### Mer

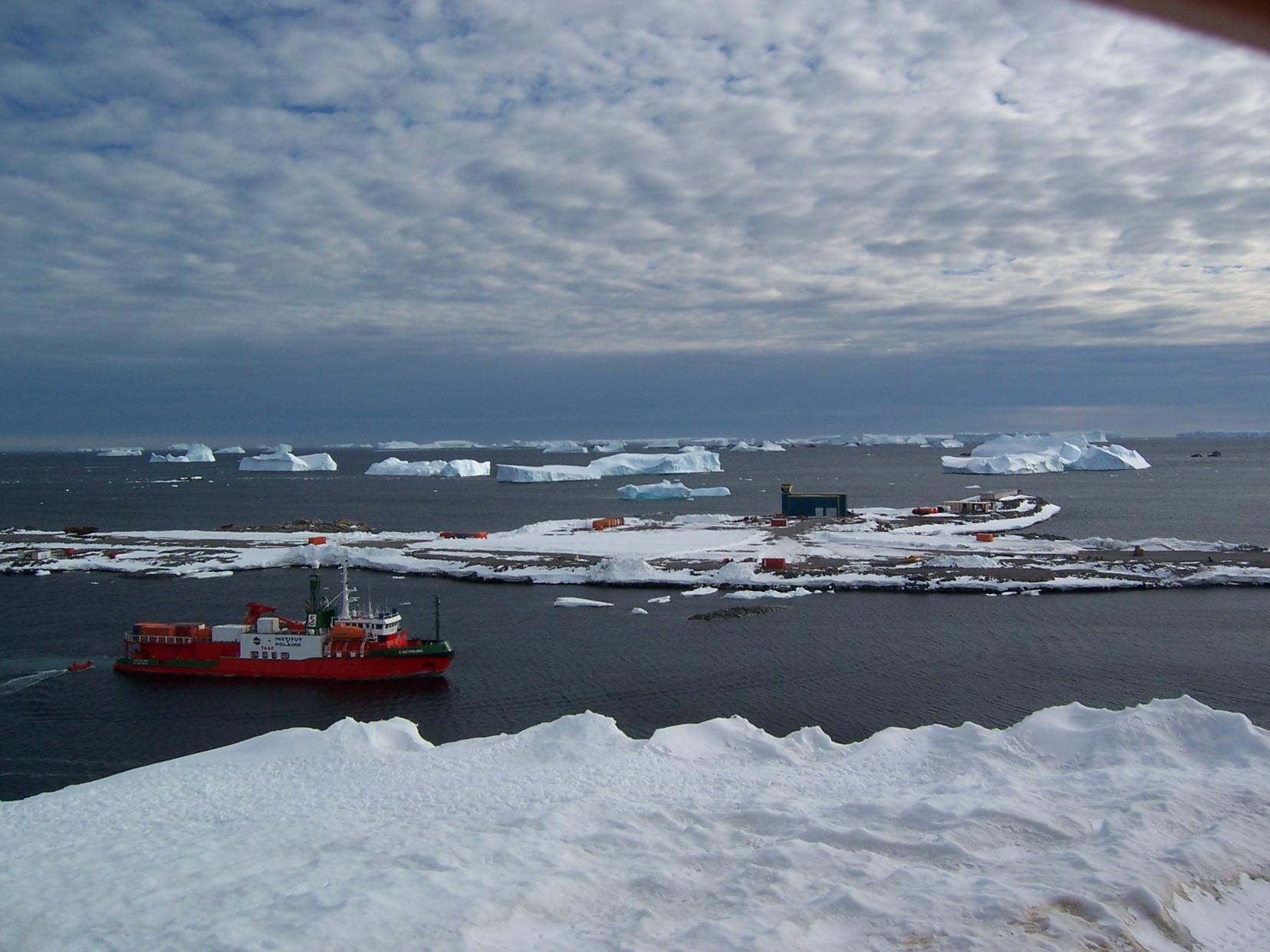
Arrivée de L'Astrolabe à la base Dumont-d'Urville.

Le transport maritime reste le principal moyen d'accès en terre Adélie. Entre 1948 et 1960, c'est d'abord un ancien bâtiment militaire américain, le Commandant Charcot qui a été affrété par les E.P.F., puis un baleinier norvégien, le Tottan, suivi d'un phoquier norvégien, le Norsel (en). Le Magga Dan et le Thala Dan, deux navires polaires danois spécialement conçus pour naviguer dans les glaces, ont longtemps assuré la relève de la base Dumont-d'Urville, de 1961 à 1982. Ils effectuaient habituellement deux rotations, en début et en fin d'été (début décembre et fin février). Ils étaient affrétés conjointement par les E.P.F. et l'ANARE australienne pour relever leurs bases respectives. Depuis 1982, se sont succédé dans cette même fonction de ravitaillement d'autres navires polaires : le bâtiment canadien Lady Franklin, le norvégien Polarbjørn et le français L'Astrolabe. Depuis 2017, un second L'Astrolabe assure le ravitaillement de la terre Adélie. Ce petit brise-glace, capable de fendre une banquise d'un mètre d'épaisseur, permet d'effectuer, entre novembre et mars, jusqu'à cinq rotations entre l'Australie et Dumont-d'Urville.
La durée de la traversée dépend de l'état des glaces, et peut être très variable : échec en janvier 1949, la côte étant bloquée par une cinquantaine de kilomètres de banquise ; près de 35 jours en 1976-1977 ; 5 jours dans le meilleur des cas si la mer est libre de glaces.

### Glace

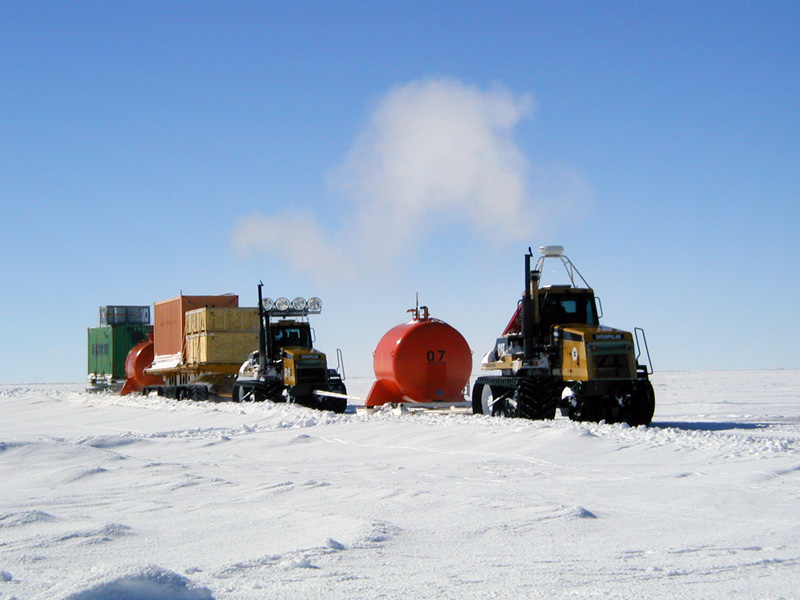
Convoi de ravitaillement sur la « route du Raid » (janvier 2005).

La base Dumont-d’Urville est reliée par convoi d'engins chenillés à la base franco-italienne Concordia implantée sur la calotte antarctique dans le secteur australien. Cette « route du Raid », longue de 1 100 km, ne peut cependant être parcourue qu’en 10 jours au minimum, à raison de 60 à 120 km par jour. Trois aller-retours permettent d’acheminer chaque été jusqu’à 500 tonnes de matériel et de ravitaillement.

### Air

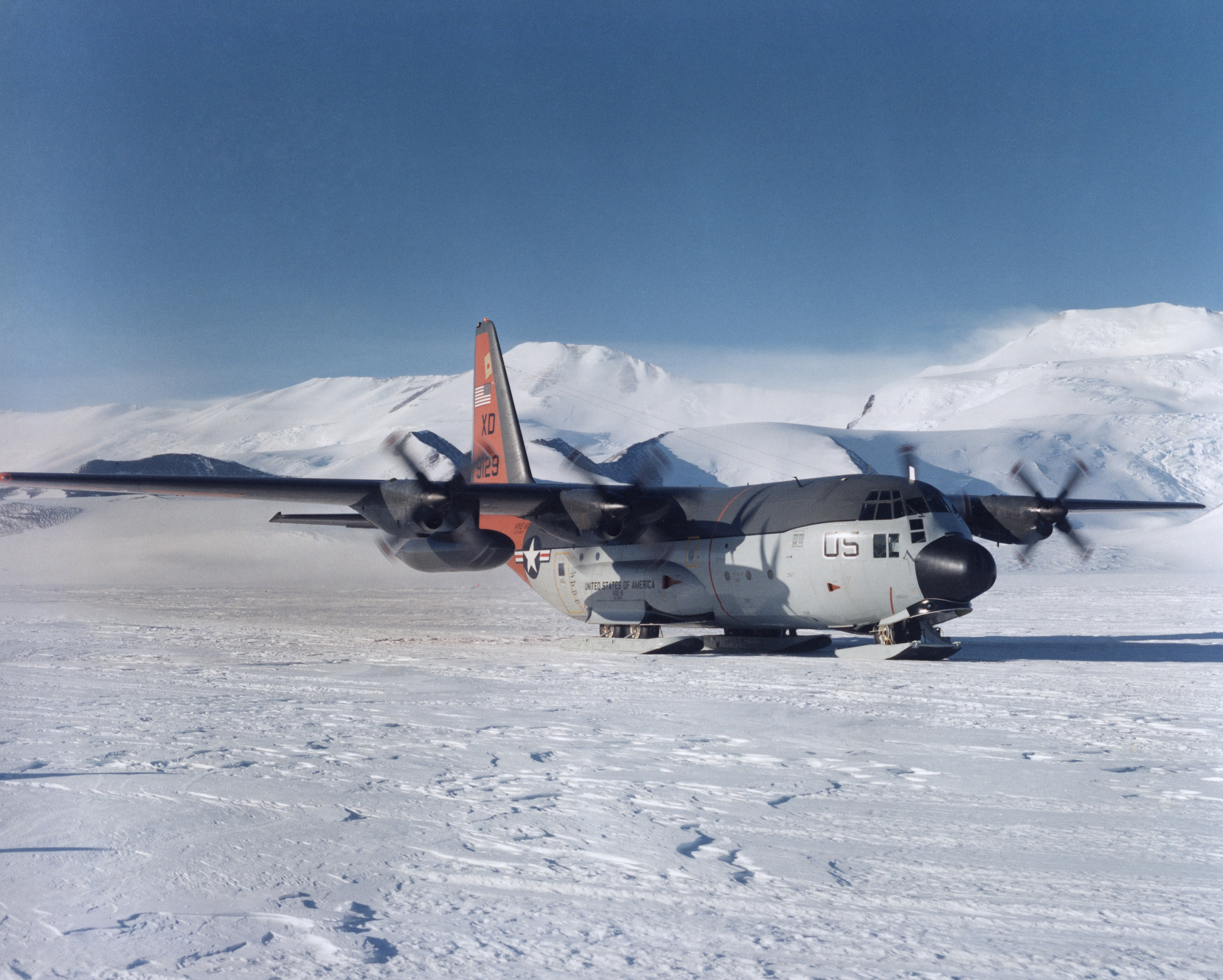
LC-130 Hercules en Antarctique.

Une piste sur neige, établie sur le continent à D21 (20 km de Dumont-d'Urville) et aplanie à la demande, a été utilisée de façon sporadique pour l'atterrissage d'avions gros-porteurs sur skis. Il s'agissait, dans les années 1970 à 1980, de quadrimoteurs de l'US Navy du type LC-130 Hercules dotés de fusées assistant les moteurs au décollage. Mais cette procédure s'est avérée très hasardeuse, précisément au décollage.
Depuis les années 2000, une autre piste sur neige plus proche de Dumont-d'Urville (8 km) est maintenant utilisée régulièrement pendant l'été austral (novembre à février). Située sur le continent à D10, cette piste nécessite cependant d'être entretenue après chaque blizzard.
Elle accueille généralement des appareils bimoteurs sur skis du type Basler BT-67 (une version modernisée du Douglas DC-3) ou DHC-6 Twin Otter, qui effectuent en été des liaisons avec les bases antarctiques les plus proches : McMurdo (USA), Mario-Zucchelli (I) et Concordia (F/I).
Au début des années 1980, les E.P.F. ont cherché, pour des raisons logistiques et des impératifs sanitaires, à disposer d'une piste en dur sur laquelle faire atterrir des avions gros-porteurs de type Transall. L'aérodrome Dumont-d'Urville, aussi connu sous le nom de « piste du Lion », a été construit entre 1983 et 1993 en arasant plusieurs îlots de l'archipel de Pointe-Géologie, et en les reliant par une chaussée. Ce désastre écologique, abondamment critiqué à l'époque, s'est doublé d'un désastre financier : en partie détruite par une tempête en 1994, la piste n'a jamais été mise en service.
L'hélicoptère — dans les dernières décennies du XXe siècle, souvent une Alouette II mise à disposition par l'ALAT — a longtemps été utilisé, en particulier lors du déchargement du bateau ravitailleur, ou pour effectuer des liaisons entre celui-ci et Dumont-d'Urville lorsque l'état des glaces retardait son accès à la côte. En février 1999, un hélicoptère Lama effectuant la liaison entre L'Astrolabe et la base s'écrase, faisant trois morts.
En octobre 2010, alors que L'Astrolabe est immobilisé par les glaces à 370 kilomètres de distance, un hélicoptère Écureuil effectuant la même navette s'écrase sur la banquise à 100 km de la base ; les quatre occupants, un pilote, un mécanicien et deux membres de l'IPEV sont tués.

## Patrimoine
Pour un article plus général, voir Liste des sites et monuments historiques de l'Antarctique.
La terre Adélie compte quatre sites et monuments historiques (SMH) officiellement répertoriés par le secrétariat du traité sur l’Antarctique :
- le rocher du Débarquement, lieu de la prise de possession de la terre Adélie, le 22 janvier 1840 (SMH 81) ;
- les vestiges de la base de Port-Martin, lieu des deux premiers hivernages de 1950 et 1951, détruite par un incendie le 23 janvier 1952 (SMH 46) ;
- la base de Pointe-Géologie, plus connue sous le nom de « base Marret », dans le sud de l'île des Pétrels, baraque d'hivernage de Mario Marret et de ses six camarades en 1952 (SMH 47) ;
- la croix Prud'homme, à la pointe nord-ouest de l'île des Pétrels, probable lieu de la disparition accidentelle du météorologue André Prud'homme le 7 janvier 1959 (SMH 48).

## Écosystème
L'Antarctique est la seule grande région froide du globe qui soit de nos jours dans un état voisin de son état d’origine, contrairement à l'Arctique. En signant la Convention de Rio en 1992, la France s’est engagée à « préserver la diversité biologique pour satisfaire les besoins et les aspirations des générations futures » en prenant toutes les mesures nécessaires, dans le cadre national. En matière de protection de l'environnement, elle a surtout ratifié le protocole au « traité sur l'Antarctique relatif à la protection de l'environnement en Antarctique » (dit protocole de Madrid). Signé en 1991 à Madrid, et entré en vigueur en 1998, ce protocole définit notamment des zones spécialement protégées. La loi du 15 avril 2003 relative à la protection de l’environnement en Antarctique met en œuvre le protocole de Madrid. Elle a été précisée par un décret du 25 avril 2005. Toute activité française en Antarctique et toute activité menée en terre Adélie doivent faire l'objet d'une procédure de déclaration ou d'autorisation, en fonction de leur impact sur l'environnement.
Deux « zones spécialement protégées de l'Antarctique » (ZSPA) sont officiellement reconnues en terre Adélie :
- l'archipel de Pointe-Géologie (ZSPA-120) ;
- les environs de l'ancienne base de Port-Martin (ZSPA-166).

### Faune aviaire
Les oiseaux, dont les manchots en particulier, y sont abondants. Deux espèces sont particulièrement bien représentées : le Manchot empereur et le Manchot Adélie. Ce dernier a été observé pour la première fois en 1840 par les naturalistes de l'expédition Dumont d'Urville Bernard Hombron et Honoré Jacquinot, d'où le nom de cet oiseau qui peuple en fait la totalité des rivages antarctiques, de la terre Adélie à la mer de Ross et la mer de Weddell.

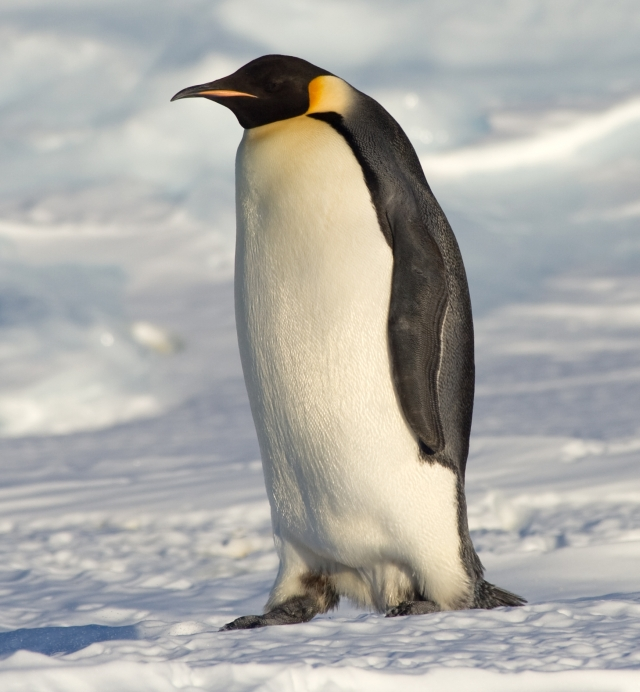
Manchot empereur
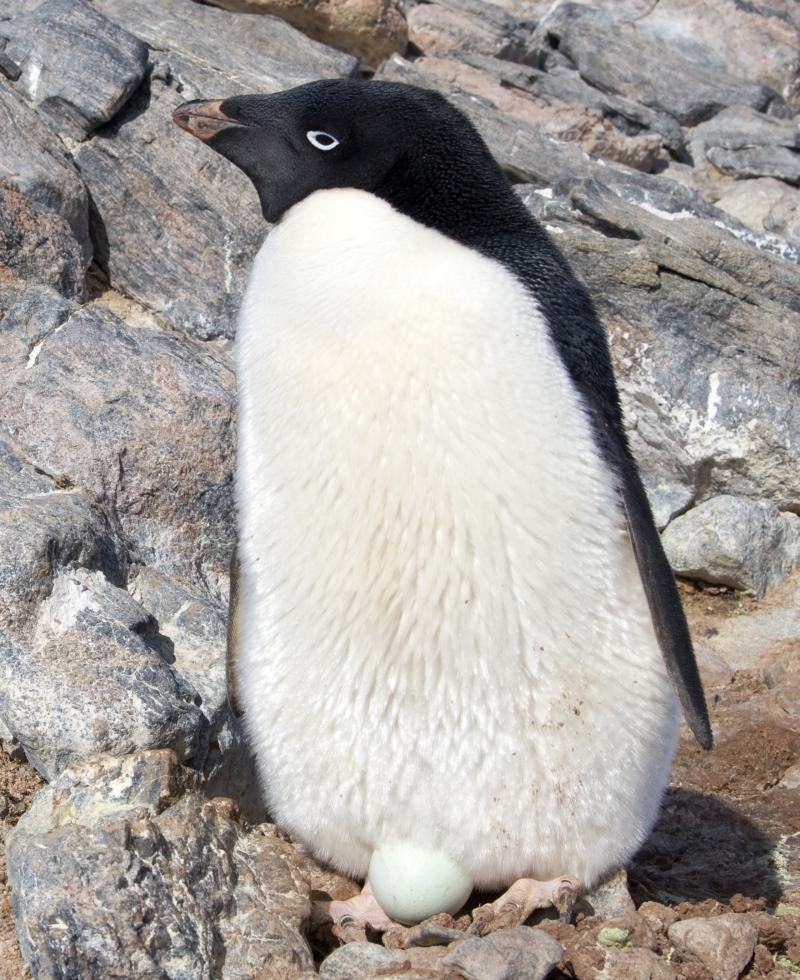
Manchot Adélie
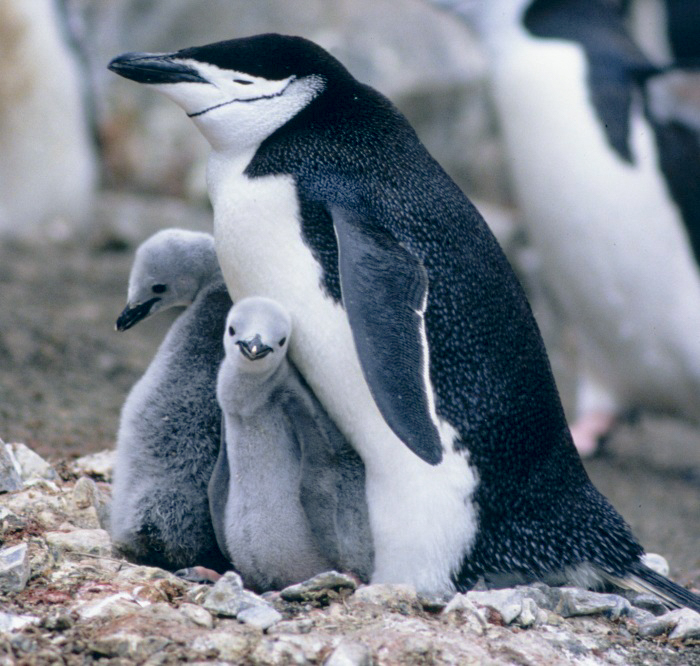
Manchot à jugulaire
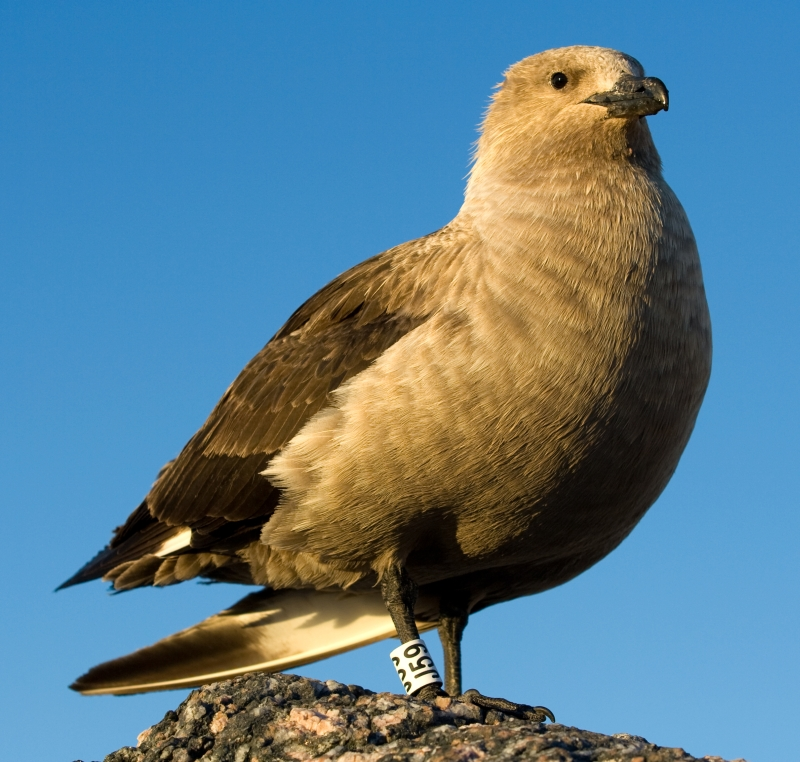
Labbe antarctique
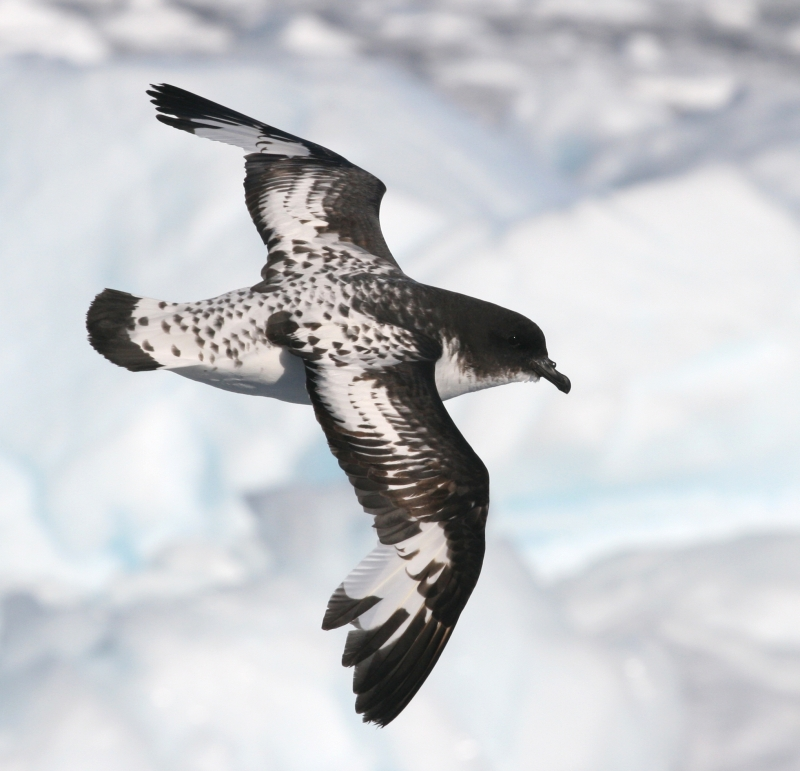
Damier du Cap
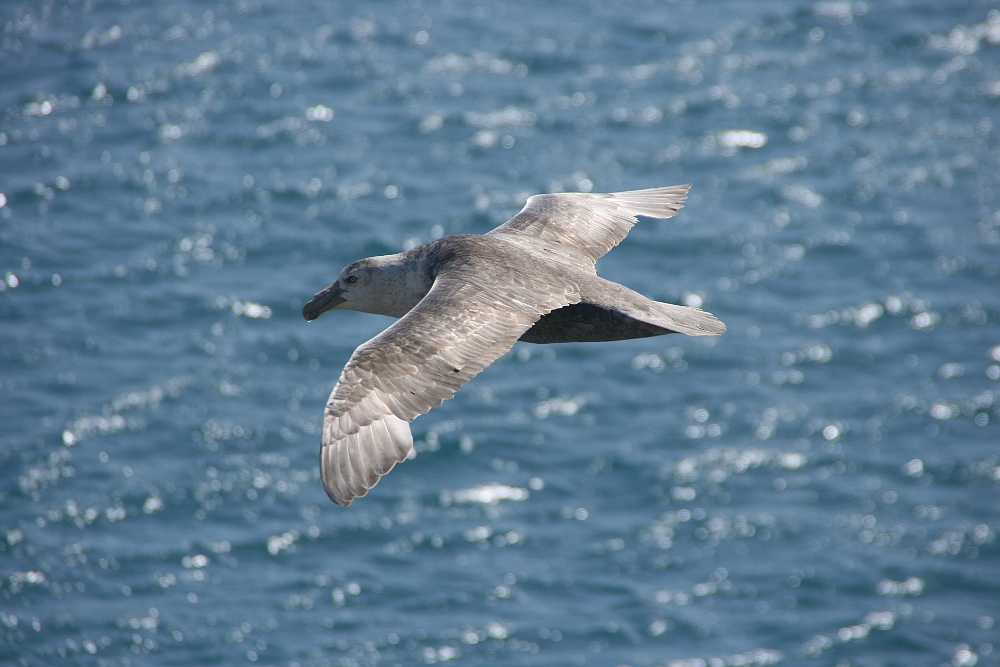
Pétrel géant antarctique
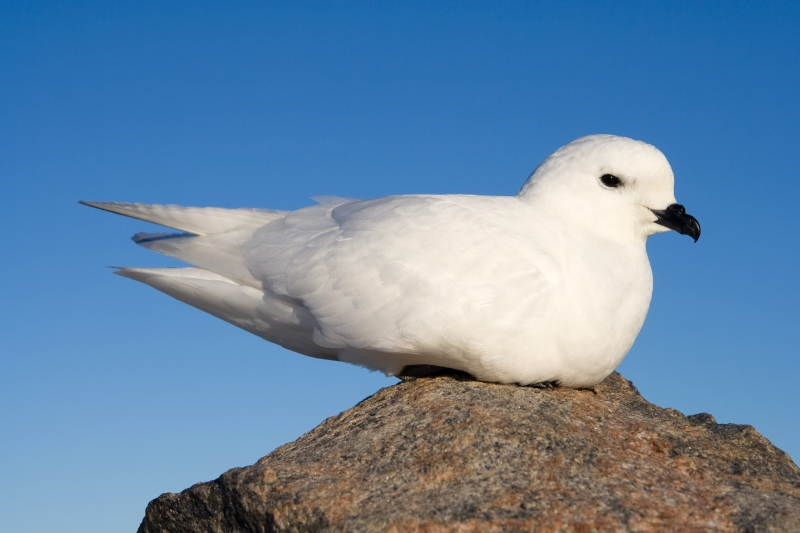
Pétrel des neiges
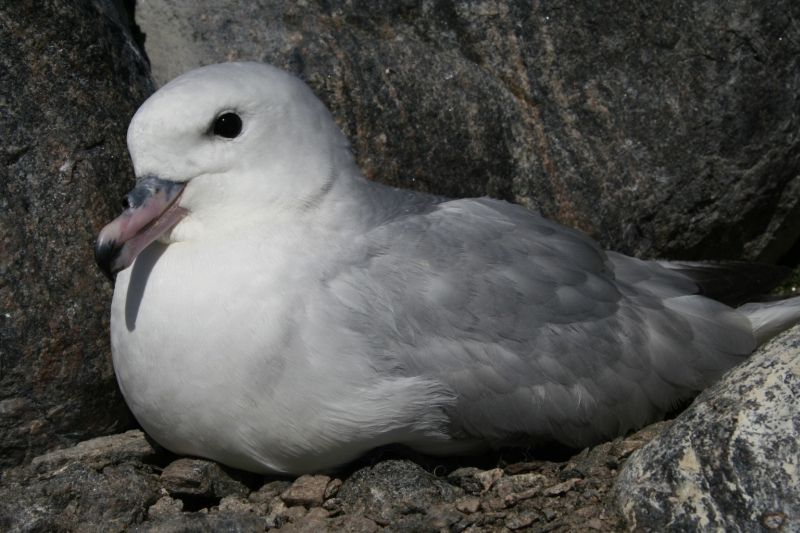
Fulmar antarctique

### Mammifères marins
Pour un article plus général, voir Mammifère marin.

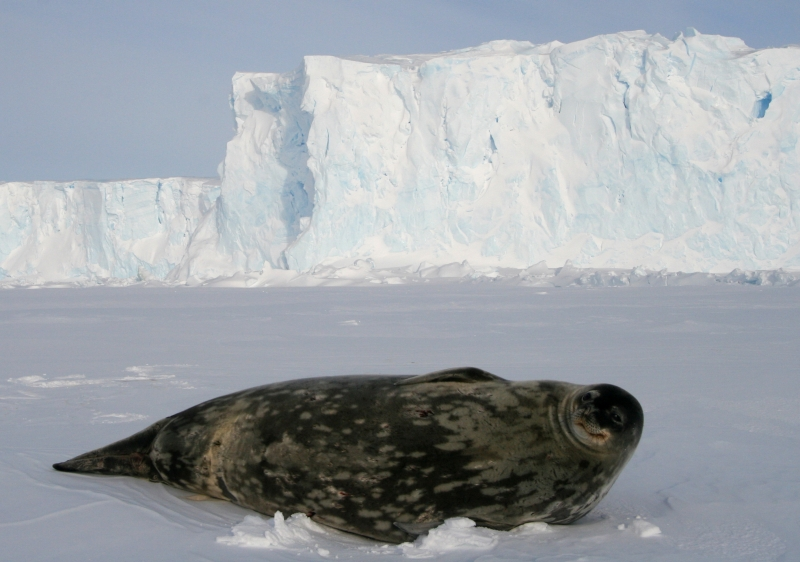
Phoque de Weddell
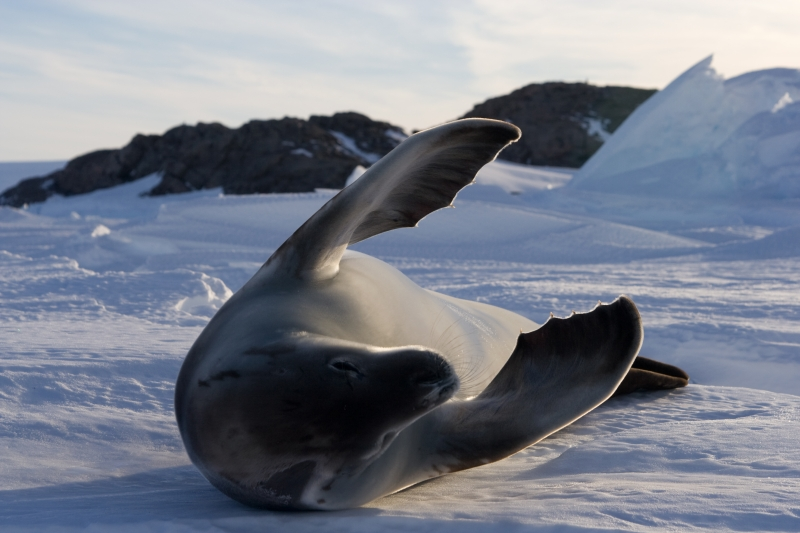
Phoque crabier
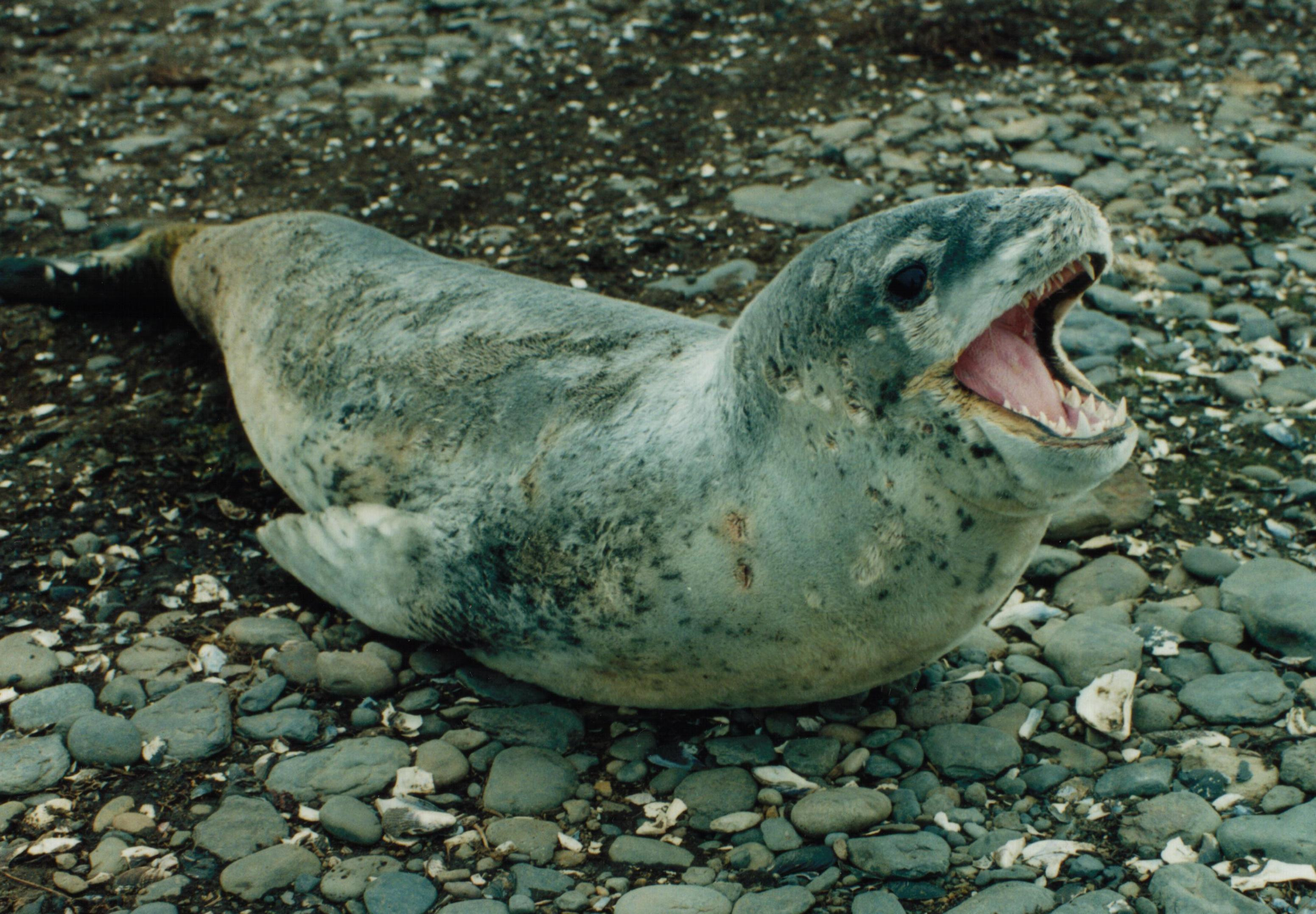
Léopard de mer
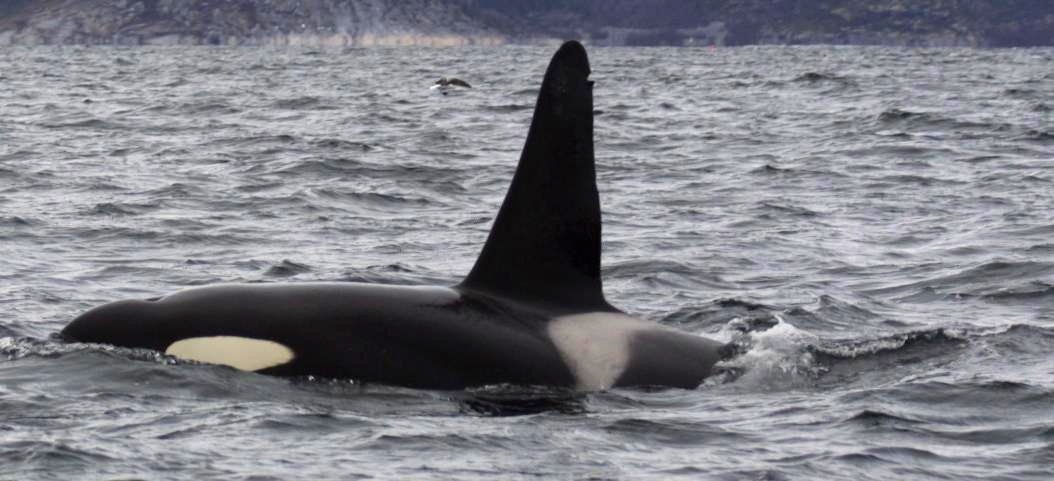
Orque épaulard

## Souveraineté française

### Administration
Le secteur antarctique de la terre Adélie fait partie des Terres australes et antarctiques françaises (TAAF) dont elle est un district. Les TAAF sont placées sous l'autorité de l'administrateur supérieur (« Adsup » en taafien) qui exerce les fonctions de chef du territoire et jouit du rang de préfet. Un chef de district est le représentant de l'administrateur supérieur en terre Adélie. Baptisé « Dista » en taafien, il siège à la base Dumont-d'Urville.
La terre Adélie, comme les autres territoires d’outre-mer français, est associée à l'Union européenne en tant que P.T.O.M. (pays et territoire d'outre-mer).

### Contexte de la souveraineté
En Antarctique, la souveraineté française sur la terre Adélie s'exerce dans le contexte du traité sur l'Antarctique signé à Washington en 1959, qui établit un « gel » des prétentions territoriales et affirme la liberté de la recherche scientifique sur tout le continent. Elle doit donc être compatible avec les exigences du traité qui a été complété en 1991 par le protocole de Madrid sur la protection de l'environnement et qui fait de ce continent « une réserve naturelle consacrée à la paix et à la science ». La France s'intègre dans ce système international en étant à la fois :
- signataire dès l'origine du traité sur l'Antarctique, avec onze autres États ; reconnue par ce traité comme un État « possessionné » en raison de la revendication du secteur antarctique de la terre Adélie (il y a six autres États possessionnés qui sont l'Australie, la Nouvelle-Zélande, le Chili, l'Argentine, le Royaume-Uni et la Norvège) ;
- partie consultative : vingt-huit États sont parties consultatives et bénéficient à ce titre d'un droit de vote lors des réunions des parties consultatives. Ce groupe comprend les signataires du traité (dont les États possessionnés) et les États qui ont acquis ce statut en démontrant l'intérêt qu'ils portent à l'Antarctique en y menant des activités substantielles de recherche scientifique telles que l'établissement d'une station ou l'envoi d'une expédition (article 9 du traité sur l'Antarctique).

Les États-Unis et la Russie ne reconnaissent aucune souveraineté d'un autre État en Antarctique.

### Zones maritimes sous juridiction française
La France n'a pas explicitement revendiqué de zone économique exclusive au titre de la terre Adélie ; toutefois, elle réserve ses droits quant à l'éventuelle revendication d'un plateau continental étendu (qui lui permettrait de prétendre à des droits souverains sur l'exploitation des ressources potentielles du sous-sol, comme les hydrocarbures).